# Waidstädte

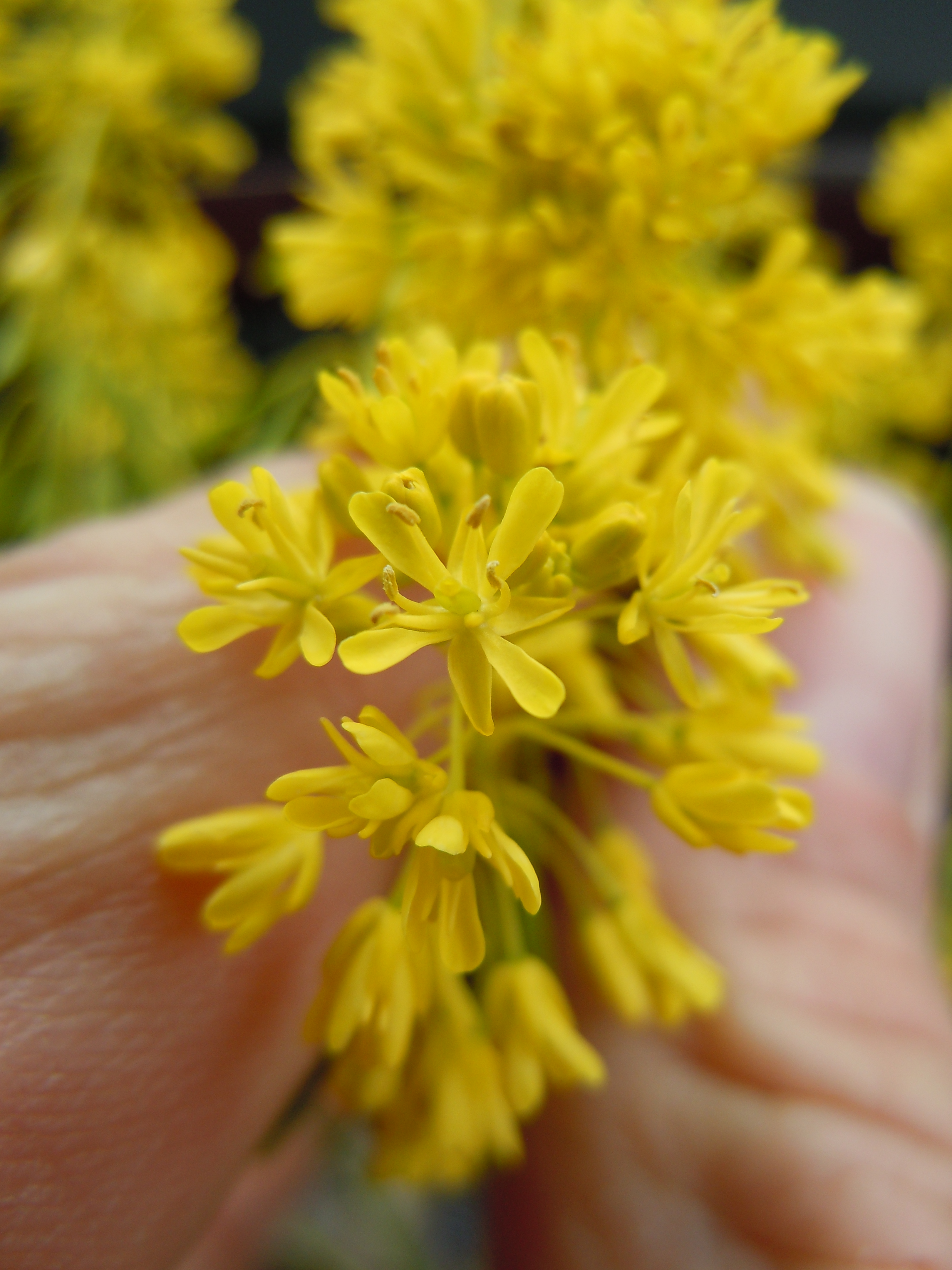
Inflorescencia de Isatis tinctoria (Glasto).

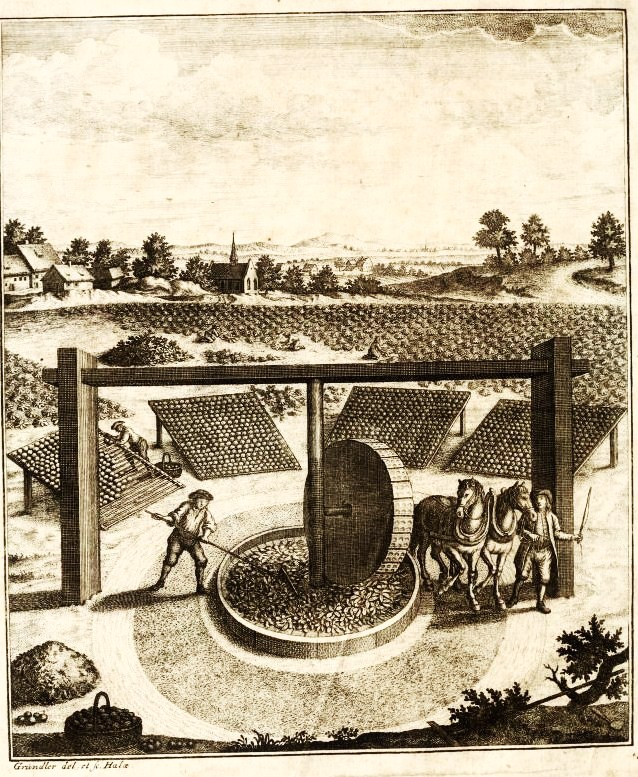
Ilustración de un molino alemán de glasto en Turingia, 1752

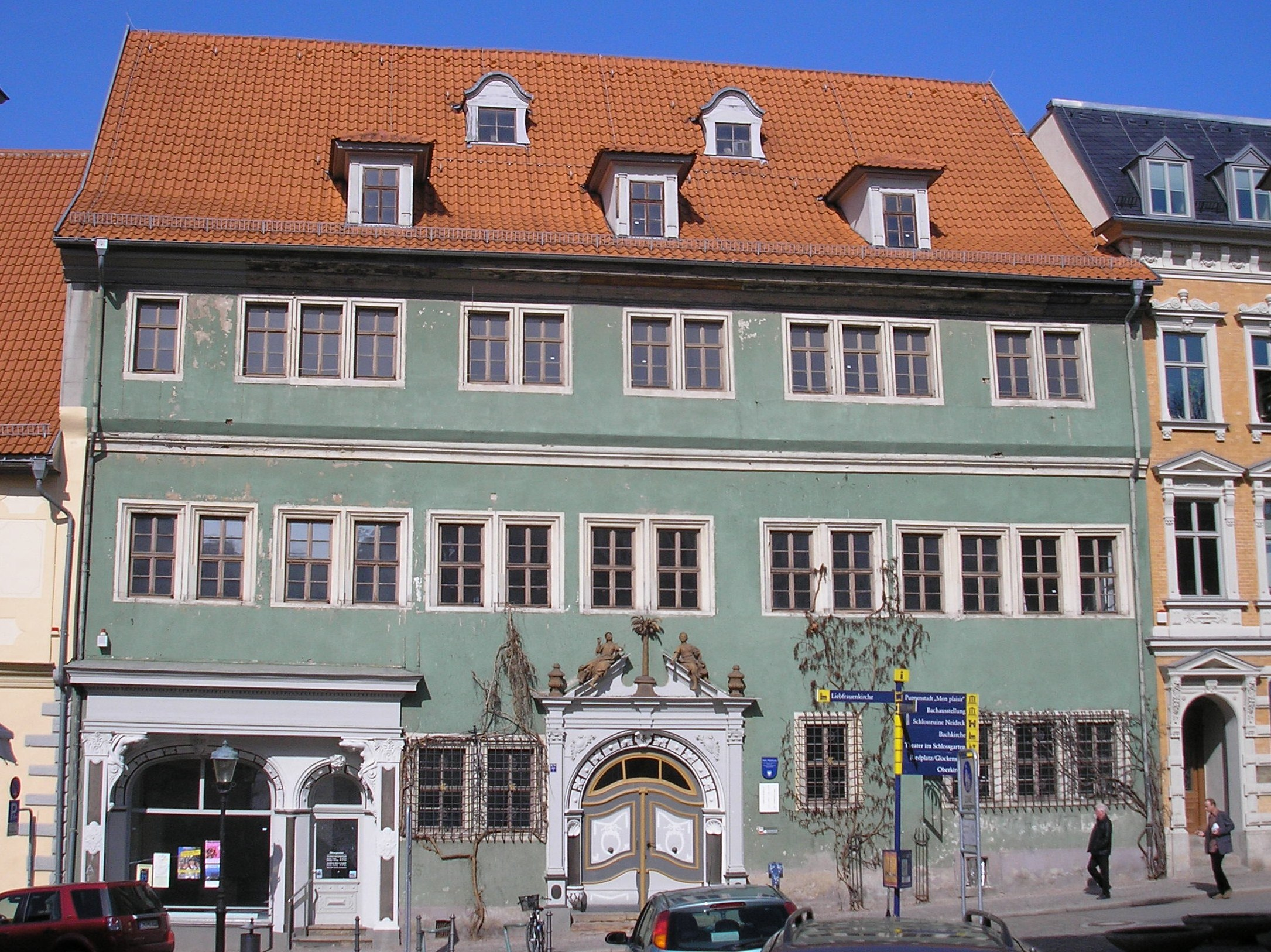
La "casa de la palmera" en Arnstadt es una típica sede de comerciantes de glasto..

Waidstädte (en alemán: "waid" glasto y "städte" ciudades), era la denominación que se daba a las cinco ciudades que en la Turingia medieval y moderna tenían derecho sus mercados a comerciar con glasto. El glasto (también denominado hierba pastel o isatide)  fue la única fuente de tintura azul de Europa, hasta la llegada del índigo (Indigofera tinctoria) hacia principios del 1600, era un producto apreciado y caro. Pocas ciudades tenían el privilegio de permitir a los comerciantes comerciar con glasto. El comercio fue extremadamente rentable y condujo a un nivel comparativamente alto de prosperidad en las ciudades de que comerciaban glasto.

## Distribución de las ciudades que comerciaban glasto en Turingia

### Las ciudades de comercio y cultivo de glasto
Las cinco ciudades de glasto de Turingia se encuentran en la cuenca de Turingia, que ofrece las condiciones óptimas para el cultivo de glasto:
- Erfurt como la principal ciudad comercial de glasto, cuya riqueza se basaba en gran medida en el comercio de glasto.
- Arnstadt, 20 kilómetros al sur de Erfurt
- Gotha, 20 kilómetros al oeste de Erfurt
- Langensalza, 30 kilómetros al noroeste de Erfurt
- Tennstedt, 30 kilómetros al norte de Erfurt

Estas ciudades se caracterizaban por contar con grandes patios de cazadores cerca de los mercados, que se encuentran entre las casas de pueblo más impresionantes de finales de la Edad Media y principios de la época moderna. Los edificios construidos en estilo gótico o renacentista en su mayoría tienen plantas bajas de piedra con espléndidas puertas de entrada a los edificios traseros y pisos superiores hechos de casas con entramado de madera.

### Las ciudades en la periferia
Algunas otras ciudades también tenían derecho a comerciar con glasto. Sin embargo, dado que solo se encontraban en el límite del área de cultivo, el comercio no era tan extenso ni tan rentable como en las cinco ciudades de la cuenca de Turingia. Estas ciudades fueron:
- Greußen, 35 kilómetros al norte de Erfurt
- Mühlhausen, 50 kilómetros al noroeste de Erfurt
- Naumburgo, 65 kilómetros al noreste de Erfurt
- Weimar, 20 kilómetros al este de Erfurt
- Weißensee, 30 kilómetros al norte de Erfurt

La renegociación del glasto en Europa también estuvo fuertemente monopolizada. A algunas ciudades se les otorgaron derechos de almacenaje para este rentable producto. Los centros comerciales más importantes del glasto en el Imperio alemán fueron: Nurenberg para el comercio del glasto en la Alta Alemania, Fráncfort del Meno para la región renana, Lübeck para el comercio del este y el Mar del Norte y Görlitz para el comercio del glasto en Europa oriental y sudoriental.

## Inicios y desarrollo de la explotación del glasto

### Especialización de la agricultura a partir del siglo XIII
Se sabe sobre el cultivo a gran escala del glasto en Turingia por primera vez a partir de documentos de los Landgraves de Turingia, ya en el siglo XIII la agricultura en Turingia comenzó a especializarse en plantas de producción de glasto y para elaborar textiles (por ejemplo, lino) en algunas regiones de Turingia central, lo que permitía mayores márgenes de beneficio. La conversión simultánea de otras áreas a la producción textil - por ejemplo en Silesia y Hesse - resultaba en una venta asegurada. El sistema de cultivo agrícola basado en tres campos tuvo que adaptarse, los cultivos especiales eran particularmente adecuados para alternar con el cultivo de cereales. Se tuvo que compensar la falta de ingresos por derechos de pastos para los terratenientes, ciudades y señores territoriales, por lo que se creó todo un sistema de impuestos y aranceles en torno al cultivo del glasto y su procesamiento.

### División del trabajo
El cultivo y el procesamiento se llevaban a cabo mediante una división del trabajo: las 140 piedras de molino de glasto verificables en las aldeas de Turingia documentan los sitios de cultivo y la fabricación de los productos semiacabados: las bolas de glasto del tamaño de un puño. Estos solo estaba permitido se procesaran en polvo de glasto en las ciudades y formaron la base de los fabricantes de glasto. El proceso de fabricación incluyó el secado de las bolas de glasto, triturado, tamizado y envasado (en barriles). El volumen de producción y la calidad del producto final eran monitoreados por funcionarios municipales especiales.

### Comercio de glasto
Inicialmente el comercio de glasto fue llevado a cabo por comerciantes de larga distancia que compraban este producto junto con otros en los días de mercado y lo revenden, el margen de ganancia era alrededor del 20-25 por ciento. Ya en el siglo XV, los comerciantes se unieron para formar empresas comerciales de glasto con el fin de lograr ganancias aún mayores a través de su creciente poder de negociación. Especialmente en el comercio de glasto de Jena y Nordhäuser, una familia Swellingrobil había tomado la iniciativa y actuó a gran escala después de Bremen y Görlitz, desde 1489 después de Hayn.

### Declive del comercio de glasto en Turingia
Los rendimientos y la calidad del glasto disminuyeron a partir de la segunda mitad del siglo XVI. Esto se debió a la creciente infertilidad del suelo, ya que la gente había comenzado a renunciar a la rotación de cultivos y cultivaba glasto de forma continua. Las malezas y plagas se propagaron por las áreas de cultivo. No fue hasta 1620 que el tinte índigo comenzó a desplazar el polvo de glasto en las fábricas de tintes textiles alemanas, pero la producción de glasto continuó. La Guerra de los Treinta Años tuvo un efecto devastador; los riesgos, comenzando con el período de cultivo de dos años de la planta, las rutas de transporte inseguras en el comercio de larga distancia y los meses de procesamiento, hicieron que el comercio de glasto se viera muy afectado. Además, el cultivo y el comercio de cereales eran ahora muy rentables.
El comercio de glasto en Weimar se detuvo en 1619, en Greußen en 1621, en Arnstadt en 1627. Erfurt tenía cinco comerciantes de glasto en 1755, y la asociación de comerciantes de glasto de Langensalza se disolvió en 1811.